# پریتام کوتال
پریتام کوتال (انگلیسی: Pritam Kotal؛ زادهٔ ۸ سپتامبر ۱۹۹۳) بازیکن فوتبال اهل هند است.
از باشگاه‌هایی که در آن بازی کرده‌است می‌توان به باشگاه ورزشی موهان باگان، اشاره کرد.
وی همچنین در تیم‌های ملی فوتبال India U19 وIndia U23 و هند بازی کرده‌است.